# Motywy zbrodni
Motywy zbrodni (oryg. Mortal Thoughts) – film z 1991 roku w reżyserii Alana Rudolpha.
Motywy zbrodni to mroczny dramat w gwiazdorskiej obsadzie, opowiadający o przyjaźni, zbrodni i przemocy w rodzinie.

## Fabuła
Joyce (Glenne Headly) i Cynthia (Demi Moore) przyjaźnią się od dzieciństwa. Wybrały ten sam zawód i teraz pracują jako fryzjerki w salonie piękności, który prowadzi Joyce. Nie mają przed sobą tajemnic, często rozmawiają o swoich kłopotach. Joyce źle wybrała kandydata na męża. Jimmy (Bruce Willis) jest agresywnym prostakiem, który wykorzystuje żonę i nadużywa alkoholu. Joyce wielokrotnie odgraża się, że zabije go. Mąż Cynthii jest może nudny, ale kocha swoją żonę i dzieci i jest dobrym człowiekiem. Kiedy pewnego dnia Jimmy zostaje zamordowany, detektyw John Woods (Harvey Keitel) rozpoczyna poszukiwania zabójcy od najbliższego kręgu rodziny i znajomych. W czasie długotrwałych przesłuchań na jaw wychodzi nieoczekiwany motyw zbrodni.

## Obsada
- Harvey Keitel – detektyw John Woods
- Bruce Willis – James Urbanski
- Demi Moore – Cynthia Kellogg
- Glenne Headly – Joyce Urbanski
- John Pankow – Arthur Kellog
- Billie Neal – Linda Nealon
- Frank Vincent – Dominic Marino
- Karen Shallo – Gloria Urbanski
- Crystal Field – Jeanette Marino